# 高増駅
高増駅（こうぞうえき）は、中華人民共和国広東省広州市白雲区高増村種植場の中に位置する広州地下鉄3号線と9号線の駅。2010年10月30日、3号線が広州東駅から機場南駅まで開通した際は未開業であったが、2017年12月28日、9号線の開通とともに開業し乗換駅になった。

## 利用可能な鉄道路線
広州地下鉄
■3号線
■9号線

## 駅構造
| 地面    | 共通コンコース ■広州3号線■広州9号線 | 改札口、自動券売機、サービスセンター、駅商店、駅警備室、セキュリティ |  |
| 地下1階 | 連絡通路                            | コンコース、3号線と9号線ホームを連絡                                 |  |
| 地下2階 | 2番線                               | 3号線 機場南へ（機場北方面）                                         |  |
|         | 島式ホーム、左側の扉が開く          |                                                                      |  |
|         | 1番線                               | 3号線 人和へ（海傍方面）                                             |  |
|         |                                     |                                                                      |  |
|         | 4番線                               | 9号線 清塘へ（飛鵝嶺方面）                                           |  |
|         | 島式ホーム、左側の扉が開く          |                                                                      |  |
|         | 3番線                               | 9号線 終点駅 降車ホーム                                              |  |

## 隣の駅
広州地下鉄
■3号線
機場南駅 329 - 高増駅 328 - 人和駅 327
■9号線
清塘駅 910 - 高増駅 911